# Paratheocris lunulata
Paratheocris lunulata là một loài bọ cánh cứng trong họ Cerambycidae.